# Anaxilau de Règion
Anaxilau (en grec antic: Ἀναξίλαος, en llatí: Anaxilaus) fou tirà de Règion del 494 aC al 476 aC.
Era fill de Cretines i d'origen messeni, i va prendre el poder el 494 aC al mateix temps que els samins i altres jonis fugitius es van apoderar de Zancle. Anaxilau no va tardar a expulsar-los, la va repoblar amb nous colons i va canviar el nom de la ciutat, que la va anomenar Messene, segons Heròdot i Tucídides. El 480 aC va negociar l'aliança dels cartaginesos amb Teril d'Hímera, el seu sogre, en contra de Teró d'Agrigent. Més tard, va casar la seva filla amb Hieró I de Siracusa.
Va morir el 476 aC deixant un fill sota la custòdia de Micit, que va actuar com a regent fins al 467 aC. Quan el poder va passar al fill d'Anaxilau, el poble el va deposar.